# Traskorchestia georgiana
Traskorchestia georgiana är en kräftdjursart som först beskrevs av Edward Lloyd Bousfield 1958.  Traskorchestia georgiana ingår i släktet Traskorchestia och familjen tångloppor. Inga underarter finns listade i Catalogue of Life.